# Kako di Akishino
La Principessa Kako di Akishino  (佳子内親王?, Kako Naishinnō) (Tokyo, 29 dicembre 1994), è una principessa membro della famiglia imperiale del Giappone; seconda figlia del Principe Akishino e della Principessa Akishino.

## Biografia
La principessa Kako di Akishino è nata nell'Ospedale dell'Agenzia della Casa Imperiale a Tokyo il 29 dicembre 1994. Ha una sorella maggiore, Mako Komuro, e un fratello minore, il principe Hisahito.

### Educazione

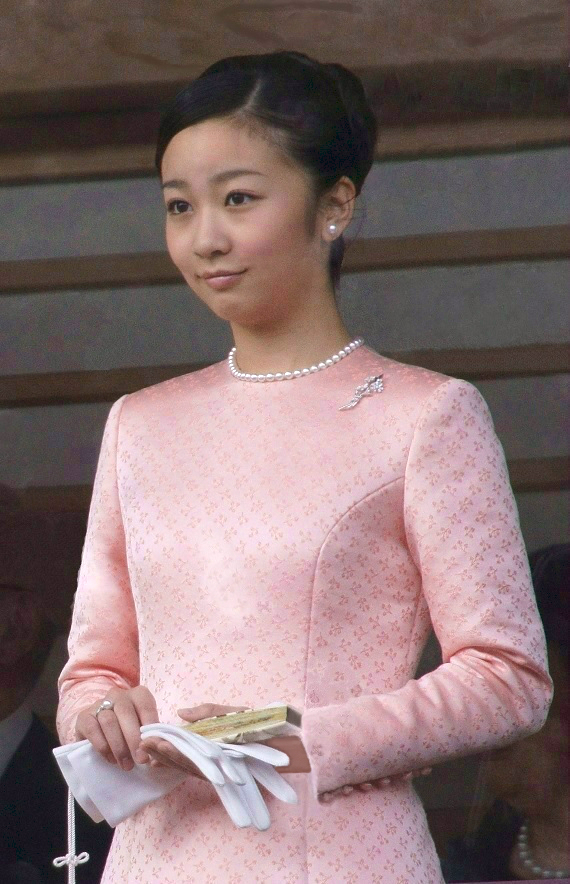
La Principessa Kako alle celebrazioni del nuovo anno il 2 gennaio 2015.

Nell'aprile del 2001, ha iniziato la scuola elementare dell'istituto Gakushūin in cui si è diplomata nel 2007. Nell'aprile di quell'anno, ha iniziato la scuola superiore femminile del Gakushūin; si è diplomata nel marzo del 2012. Poco dopo, ha trascorso qualche tempo a Dublino per studiare inglese al Trinity College.
Kako ha praticato pattinaggio, mentre frequentava la scuola primaria. Nel 2007, ha rappresentato il Club di pattinaggio di figura "Meijijingu Gaien" alla coppa di primavera organizzata dalla Federazione giapponese di skating. La Principessa Kako ha ottenuto una buona posizione in classifica nella divisione di Shinjuku.
Nell'aprile del 2013 ha iniziato un corso di laurea nel dipartimento di educazione della facoltà di lettere dell'Università Gakushūin. Nell'ottobre del 2014 ha superato l'esame d'ingresso dell'Università Internazionale Cristiana di Tokyo, dove ha iniziato a studiare presso il dipartimento delle Arti e delle Scienze nell'aprile del 2015.
Nel 2017 ha deciso di frequentare un anno scolastico presso l'Università di Leeds, nel Regno Unito. Nel 2019 si è laureata presso l'Università Internazionale Cristiana di Tokyo.

### Funzioni pubbliche
Dal 7 al 21 agosto 2003 Kako si è recata in Thailandia con i suoi genitori e la sorella per la festa del 71º compleanno della regina Sirikit e per il conferimento di una borsa di studio ad honorem dell'Università Ubon Ratchathani per la ricerca congiunta sul pollame.
Il 29 dicembre 2014, per il compimento dei 20 anni, le è stata conferita l'onorificenza Dama di I Classe dell'Ordine della Corona Preziosa.
Nel settembre 2019 ha svolto la sua prima visita ufficiale all'estero in Austria e Ungheria. Durante il suo soggiorno, ha partecipato a una cerimonia per commemorare il 150º anniversario dell'instaurazione delle relazioni diplomatiche, ha interagito con i residenti giapponesi e ha visitato una scuola giapponese.

## Titoli e trattamento
- dal 29 dicembre 1994: Sua altezza imperiale la principessa Kako di Akishino

## Albero genealogico
|                                |                    |                     | Genitori                    |  |  | Nonni |  |  | Bisnonni |  |  | Trisnonni |  |
|                                |                    |                     |                             |  |  |       |  |  | Hirohito |  |  | Taishō    |  |
|                                |                    |                     |                             |  |  |       |  |  | Hirohito |  |  | Taishō    |  |
|                                |                    | Imperatrice Teimei  |                             |  |  |       |  |  | Hirohito |  |  |           |  |
| Akihito                        |                    |                     |                             |  |  |       |  |  | Hirohito |  |  |           |  |
|                                |                    | Imperatrice Kōjun   | Principe Kuniyoshi Kuni     |  |  |       |  |  |          |  |  |           |  |
|                                |                    | Imperatrice Kōjun   | Principe Kuniyoshi Kuni     |  |  |       |  |  |          |  |  |           |  |
|                                |                    | Imperatrice Kōjun   | Principessa Chikako Shimazu |  |  |       |  |  |          |  |  |           |  |
| Principe Akishino del Giappone |                    | Imperatrice Kōjun   |                             |  |  |       |  |  |          |  |  |           |  |
|                                |                    | Hidesaburō Shōda    | Teiichirō Shōda             |  |  |       |  |  |          |  |  |           |  |
|                                |                    | Hidesaburō Shōda    | Teiichirō Shōda             |  |  |       |  |  |          |  |  |           |  |
|                                |                    | Hidesaburō Shōda    | Kinu Shōda                  |  |  |       |  |  |          |  |  |           |  |
| Michiko Shōda                  |                    | Hidesaburō Shōda    |                             |  |  |       |  |  |          |  |  |           |  |
|                                |                    | Fumiko Soejima      | Tsunatake Soejima           |  |  |       |  |  |          |  |  |           |  |
|                                |                    | Fumiko Soejima      | Tsunatake Soejima           |  |  |       |  |  |          |  |  |           |  |
|                                |                    | Fumiko Soejima      | Aya                         |  |  |       |  |  |          |  |  |           |  |
| Principessa Kako di Akishino   |                    | Fumiko Soejima      |                             |  |  |       |  |  |          |  |  |           |  |
|                                | Takahiko Kawashima | Shoichiro Kawashima |                             |  |  |       |  |  |          |  |  |           |  |
|                                | Takahiko Kawashima | Shoichiro Kawashima |                             |  |  |       |  |  |          |  |  |           |  |
|                                | Takahiko Kawashima | Shima Kawashima     |                             |  |  |       |  |  |          |  |  |           |  |
| Tatsuhiko Kawashima            | Takahiko Kawashima |                     |                             |  |  |       |  |  |          |  |  |           |  |
|                                |                    | Itoko Ikegami       | Shiro Ikegami               |  |  |       |  |  |          |  |  |           |  |
|                                |                    | Itoko Ikegami       | Shiro Ikegami               |  |  |       |  |  |          |  |  |           |  |
|                                |                    | Itoko Ikegami       | Hama Kosuge                 |  |  |       |  |  |          |  |  |           |  |
| Kiko Kawashima                 |                    | Itoko Ikegami       |                             |  |  |       |  |  |          |  |  |           |  |
|                                |                    | Yoshisuke Sugimoto  | Yoshitaro Sugimoto          |  |  |       |  |  |          |  |  |           |  |
|                                |                    | Yoshisuke Sugimoto  | Yoshitaro Sugimoto          |  |  |       |  |  |          |  |  |           |  |
|                                |                    | Yoshisuke Sugimoto  | …                           |  |  |       |  |  |          |  |  |           |  |
| Kazuyo Sugimoto                |                    | Yoshisuke Sugimoto  |                             |  |  |       |  |  |          |  |  |           |  |
|                                |                    | Eiko Hattori        | Shuntaro Hattori            |  |  |       |  |  |          |  |  |           |  |
|                                |                    | Eiko Hattori        | Shuntaro Hattori            |  |  |       |  |  |          |  |  |           |  |
|                                |                    | Eiko Hattori        | …                           |  |  |       |  |  |          |  |  |           |  |
|                                |                    | Eiko Hattori        |                             |  |  |       |  |  |          |  |  |           |  |